# Marcos Jiménez de la Espada
Marcos Jiménez de la Espada (Cartagena, 5 de março de 1831 — Madrid, 3 de outubro de 1898) foi um zoólogo, explorador e escritor espanhol.